# Trichoderma stilbohypoxyli
Trichoderma stilbohypoxyli är en svampart som beskrevs av Samuels & Schroers 2006. Trichoderma stilbohypoxyli ingår i släktet Trichoderma och familjen Hypocreaceae.   Inga underarter finns listade i Catalogue of Life.